# Bossiaea spinosa
Bossiaea spinosa là một loài thực vật có hoa thuộc họ Fabaceae.